# The Long Kiss Goodnight
The Long Kiss Goodnight (titulada Memoria letal en España y El largo beso del adiós en Argentina) es una película estadounidense dirigida por Renny Harlin y protagonizada por Geena Davis y Samuel L. Jackson, estrenada el 11 de octubre de 1996.

## Sinopsis
Samantha Caine es una profesora de Honesdale, Pensilvania, que padece amnesia. Cuando la encontraron con la amnesia, ella estaba embarazada y decidió aun así tener a su hija que se llama Caitlin Caine. También tiene un amigo que vive con ella. Para averiguar quien fue antes, ella contrató al detective privado Mitch Henessey con el fin de que le ayude a descubrir su pasado. 
Cuando tiene un día un accidente, en el que recibe un fuerte golpe en la cabeza, una segunda personalidad empieza a aparecer esporádicamente en sí misma, la de su pasado antes de la amnesia, y cuando aparece un preso fugado que intenta matarla, ella puede entonces matarlo con habilidades letales que desconocía que poseía. Ante esta situación ella se concentra completamente en averiguar quien es, cuando Mitch finalmente encuentra una pista. Durante la búsqueda descubre que su vida comienza a correr peligro desde que alguien la descubrió en un reportaje de televisión durante un desfile en el pueblo donde vive.
Finalmente ella descubre que era agente secreta de la CIA especializada en matar y que su verdadero nombre es Charlene Baltimore. También descubre que su superior en la CIA Leland Perkins la quiere muerta y que unos traficantes de armas, que ella tenía la misión de liquidar antes de perder la memoria, están trabajando con él para ello aunque no sabe por qué.

## Reparto
- Geena Davis es Samantha Caine/Charlene Elizabeth "Charly" Baltimore.
- Samuel L. Jackson es Mitch Henessey.
- Patrick Malahide es Leland Perkins.
- Craig Bierko es Timothy.
- Brian Cox es Dr. Nathan Waldman.
- David Morse es Luke/Daedalus.
- G.D. Spradlin es Presidente.
- Tom Amandes es Hal.
- Yvonne Zima es Caitlin Caine.
- Melina Kanakaredes es Trin.
- Alan North es Earl.
- Larry King es él mismo.

## Producción
El guion de Shane Black fue uno de los más caros de los años 1990 en Hollywood, pero aun así, sufrió muchos cambios. El personaje de "Mitch Henessey" era originalmente judío en lugar de negro; Matthew Broderick y Richard Dreyfuss fueron barajados para el papel pero cuando Samuel L. Jackson leyó el guion convenció a los productores de que era ideal para dar vida al detective. En un principio Mitch Henessey moría en la película, pero en los test de audiencia un espectador gritó "You can't kill Sam Jackson!" ("¡No podéis matar a Sam Jackson!") y Renny Harlin estuvo de acuerdo así que cambió el final.
El film se rodó en Ontario, Canadá, a lo largo de ciudades como Toronto, Hamilton, Collingwood, Milton, Uxbridge, Wasaga Beach y Unionville. Mientras filmaban en la mansión Windermere House hubo un incendio, probablemente a causa de los focos, que destruyó el edificio. Windermere House tuvo que ser reconstruida y volvió a abrir sus puertas en 1997.

## Recepción
Aunque el fracaso de esta segunda película de acción rodada por el entonces matrimonio formado por Renny Harlin (director) y Geena Davis (protagonista) no fue ni la mitad de rotundo que el de su primera obra cinematográfica, La isla de las cabezas cortadas (1995), el filme aun así naufragó igualmente en taquilla y eso puso fin a la asociación profesional y al matrimonio de la pareja.

## Premios
- Premios Saturno: Una Nominación
- Premios Imagen: Una Nominación
- Premios Young Artist: Una Nominación